# Mistrzostwa Azji w Judo 1974
Mistrzostwa Azji w judo rozegrano w Seulu w Korei Południowej w dniach 30 października – 4 listopada 1974 roku, na terenie "Jangchung Arena".

## Tabela medalowa
| Poz.  | Państwo          |    |    |    | Łącznie |
| ----- | ---------------- | -- | -- | -- | ------- |
| 1.    | Japonia          | 6  | 1  | 0  | 7       |
| 2.    | Korea Południowa | 0  | 2  | 5  | 7       |
| 3.    | Tajwan           | 0  | 1  | 2  | 3       |
| 4.    | Indonezja        | 0  | 1  | 1  | 2       |
| 5.    | Hongkong         | 0  | 1  | 0  | 1       |
|       | Filipiny         | 0  | 0  | 4  | 4       |
| Razem | Razem            | 16 | 16 | 32 | 64      |

## Mężczyźni
| Waga   | Złoto:           | Srebro:          | Brąz:            | Brąz:           |
| 63 kg  | Yoshiharu Minami | Cheng Chi-hsiang | Chyung Jae-young | Renato Repuyan  |
| 70 kg  | Kōji Kuramoto    | Ronald Ford      | Han Seong-cheol  | Geronimo Dyogi  |
| 80 kg  | Shōzō Fujii      | Kim Dae-yong     | Hong             | Oscar Bautista  |
| 93 kg  | Katsuhiko Iwata  | Suranta Ginting  | Kwon             | Fernando García |
| +93 kg | Sumio Endō       | Na Jung-deuk     | Zheng            | Raymond Richili |
| open   | Shōzō Fujii      | Sumio Endō       | Cho Jea-ki       | Kwon            |